# Johan Palmqvist
Johan Palmqvist, född på 1650-talet, död den 26 januari 1716, var en svensk diplomat, son till Gustaf Palmqvist, bror till Erik och Magnus Palmqvist samt farbror till Fredric Palmqvist.
Palmqvist blev 1685 kommissionssekreterare i Paris under Nils Lillieroot, 1697 resident där och 1703 envoyé hos generalstaterna (i Haag). År 1714 utnämndes han till hovkansler. Palmqvist var en av de mera framstående svenska diplomaterna på sin tid och utvecklade en utomordentlig flit. Om den senare vittnar hans i Riksarkivet förvarade mycket omfångsrika korrespondens, vari ingår en mängd för kännedomen om Sveriges utrikespolitik under Karl XII värdefulla aktstycken.